# Prințul Henry, Duce de Cumberland și Strathearn
Prințul Henry, Duce de Cumberland și Strathearn (Henry Frederick; 7 noiembrie 1745 – 18 septembrie 1790) a fost al șaselea copil al lui Frederick, Prinț de Wales și a Prințesei Augusta de Saxa-Gotha. A fost fratele mai mic al regelui George al III-lea.

## Primii ani

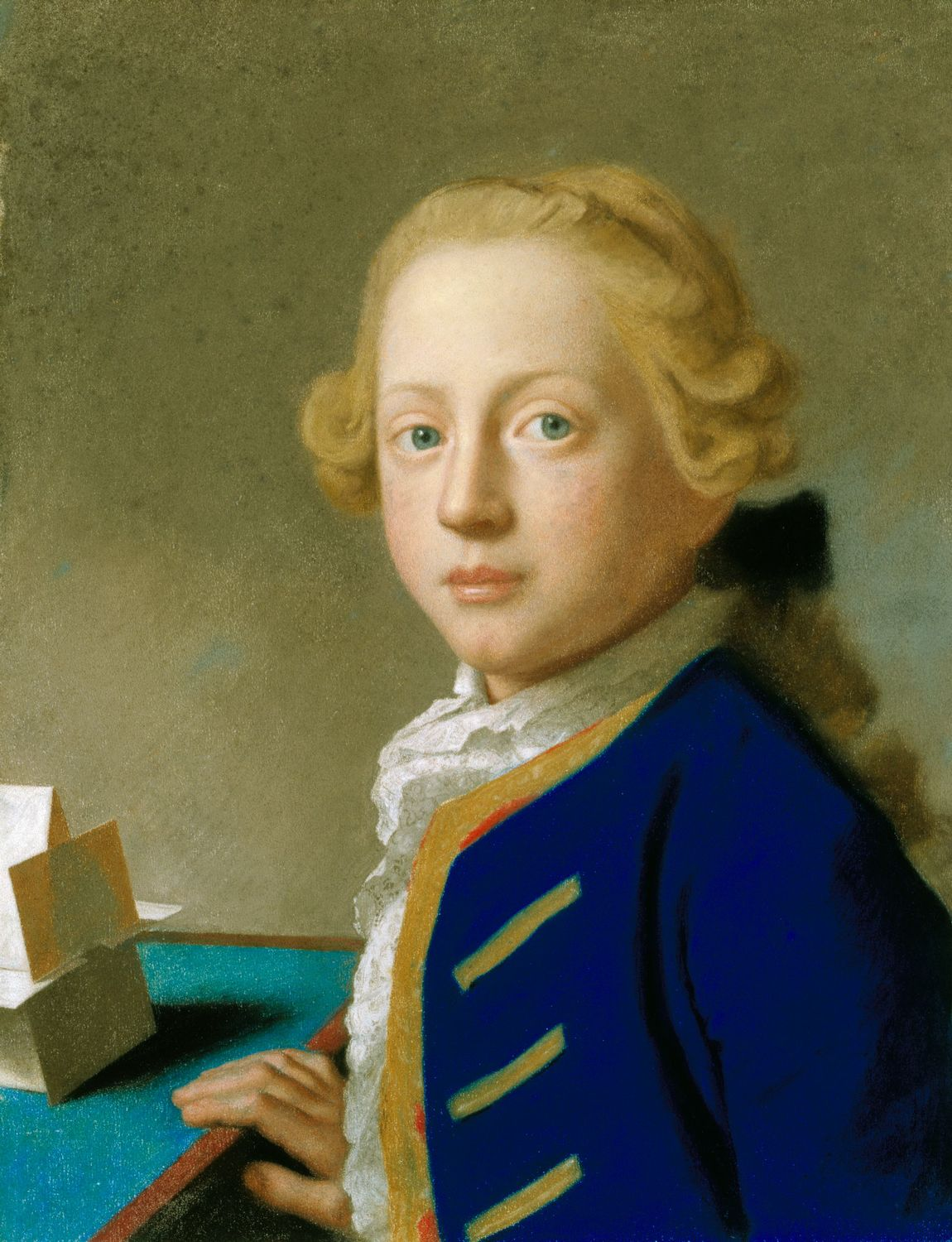
Portret de Jean-Etienne Liotard

Prințul Henry s-a născut la 7 noiembrie 1745 la Casa Leicester din Londra ca al șaselea copil și al patrulea fiu al Prințului de Wales (fiul cel mare al regelui George al II-lea și a reginei Caroline de Ansbach) și a soției acestuia, Prințesa de Wales. A fost botezat la Casa Leicester 23 de zile mai târziu.
La 22 octombrie 1766, chiar înainte de aniversarea a 21 de ani, prințul a fost numit Duce de Cumberland și Strathearn și Conte de Dublin.

## Supoziții
La 4 martie 1767, Ducele de Cumberland a pretins că s-a căsătorit cu Olive Wilmot, o femeie de rând, în cadrul unei ceremonii secrete. Conform relatărilor, a existat un copil, Olivia Wilmot (1772–1834), din această relație deși paternitatea ducelui nu a fost dovedită iar Olivia Wilmot a fost acuzată de falsificarea probelor.
În 1769, Ducele de Cumberland a fost dat în judecată de către Contele Grosvenor pentru "conversații criminale" (adică adulter) după ce Ducele și Lady Grosvenor au fost descoperiți în flagrant delict. Lordul Grosvenor a fost despăgubit cu 10.000 £ care împreună cu costurile s-au ridicat la un câștig de 13.000 £ (1.430.000 £ la nivelul anului 2012).

## Căsătorie
Căsătoria Ducelui cu o femeie de rând, văduva Anne Horton (1743–1808), la 2 octombrie 1771 a determinat ruptura cu regele și a fost catalizatorul Actului Regal al Căsătoriilor din 1772, care interzicea oricărui descendent al regelui George al II-lea să se căsătorească fără permisiunea monarhului. Nu au existat copii din această căsătorie.
Anne a fost, în general, considerată una dintre marile frumuseți iar Thomas Gainsborough a pictat-o de mai multe ori.